# Finvenkismo
Finvenkismo is een informele benaming voor een traditionele ideologische stroming binnen de Esperanto-beweging. De naam is afgeleid van het begrip Fina Venko, "Eindoverwinning", het moment waarop alle wereldbewoners Esperanto als tweede taal spreken. Volgens het finvenkismo zal dan aan oorlog, chauvinisme en culturele onderdrukking een eind komen.
Finvenkismo staat in de traditie van het half mystieke, half rationele gedachtegoed van de opsteller van Esperanto, Lejzer Zamenhof. Finvenkismo gaat impliciet uit van een aantal vooronderstellingen, bijvoorbeeld dat Esperanto de enige oplossing voor het "talenprobleem in de wereld" en de enige mogelijkheid tot gelijkwaardige internationale communicatie is. Een andere vooronderstelling dat is Esperanto "officieel ingevoerd" kan worden, bijvoorbeeld door nationale regeringen of door de Verenigde Naties of de Europese Unie. Hierdoor stellen esperantisten zich doorgaans gezagsgetrouw op. In landen waar de Esperanto-beweging werd ontmoedigd of verboden, zoals in de Sovjet-Unie, ontwikkelde Esperanto zich niet tot een tegenbeweging maar trachtte men zich aan te passen aan het regime.
Door finvenkisten wordt dan ook grote waarde gehecht aan positieve verklaringen over Esperanto door organisaties of prominente personen, hoewel die in de praktijk van weinig invloed lijken te zijn op de acceptatie van Esperanto. Voor finvenkismo is de verspreiding van Esperanto erg belangrijk, een proces dat idealiter stormachtig moet verlopen. Aangezien dit meestal niet overeenkomt met de praktijk, hebben finvenkisten de neiging de omvang en betekenis van Esperanto te overdrijven. Kritiek op Esperanto wordt vaak gezien als een bedreiging voor het bestaan van Esperanto.
Aanhangers van finvenkismo hechten erg aan traditionele Esperanto-symbolen als de groene ster en de persoon van Zamenhof.
Finvenkismo heeft eind jaren 70 kritiek gekregen van het zogenaamde raŭmismo, een ideologische stroming die de Esperanto-beweging opvat als een taalkundige diaspora waarvan de leden zich niet moeten concentreren op de verspreiding van de taal maar op het beoefenen ervan. Deze stroming kan echter tegenwoordig als even conservatief worden gekenschetst, en heeft zich de laatste jaren enigszins geïsoleerd. Finvenkismo ondervindt nu met name kritiek van mensen als de Esperanto-historicus Ziko Sikosek, die ophef veroorzaakte met een boek over de mythes van Esperanto, en personen die worden geassocieerd met het internetmagazine Libera Folio. Deze laatste publicatie kenmerkt zich door een kritische houding ten opzichte van de Wereld Esperanto-Vereniging.